# Биликтах-Арита
Биликта́х-Арита́ (рос. Былыктах-Арыта) — невеликий острів в Оленьоцькій затоці моря Лаптєвих. Територіально відноситься до Якутії, Росія.
Розташований в центрі затоки, в дельті річки Оленьок. Знаходиться між протоками Битиктах-Тьобюлеге на півночі та Чуггас-Уес на півдні. На південному сході вузькими протоками відмежовується від сусідніх острова Тігян-Арита, острова Тігян-Беттіємете та островів Тісян-Бьолькьоёдьорьо. Острів має видовжену форму, простягається з північного сходу на південний захід. Висота до 4 м. Вкритий болотами, має багато невеликих озер. На сході та південному заході оточений мілинами.
| Росія | Це незавершена стаття з географії Росії. Ви можете допомогти проєкту, виправивши або дописавши її. |